# Europäisches Olympisches Winter-Jugendfestival 2023/Snowboard
Beim Europäischen Olympischen Winter-Jugendfestival 2023 wurden 10 Wettkämpfe im Snowboard ausgetragen. Es fandet pro Geschlecht ein Wettbewerb im Slopestyle, Big Air, Parallel-Riesenslalom und Snowboardcross statt. Hinzu kamen je ein Mixed Team-Wettbewerb im Parallel-Riesenslalom und Snowboardcross.

## Bilanz

### Medaillenspiegel
| Platz  | Land           | Gold | Silber | Bronze | Gesamt |
| ------ | -------------- | ---- | ------ | ------ | ------ |
| 1      | Frankreich     | 4    | 1      | 2      | 7      |
| 2      | Tschechien     | 2    | 1      | 1      | 4      |
| 3      | Österreich     | 1    | –      | 3      | 4      |
| 4      | Italien        | 1    | 2      | –      | 3      |
| 5      | Großbritannien | 1    | 1      | –      | 2      |
| 6      | Deutschland    | 1    | –      | 2      | 3      |
| 7      | Bulgarien      | –    | 2      | –      | 2      |
| 8      | Schweiz        | –    | 1      | 1      | 2      |
| 9      | Niederlande    | –    | 1      | –      | 1      |
| 10     | Norwegen       | –    | –      | 1      | 1      |
| Gesamt | Gesamt         | 10   | 10     | 10     | 30     |

### Medaillengewinner

#### Jungen
| Disziplin             | Gold            | Silber           | Bronze                 |
| --------------------- | --------------- | ---------------- | ---------------------- |
| Big Air               | Romain Allemand | Charlie Lane     | Niklas Sukke           |
| Slopestyle            | Charlie Lane    | Marcello Grassis | Luca Merimee Mantovani |
| Parallel-Riesenslalom | Mike Santuari   | Petar Gregjowski | Werner Pietsch         |
| Snowboardcross        | Achille Leleu   | Daan Stam        | Felix Kurt Schwenkel   |

#### Frauen
| Disziplin             | Gold                | Silber           | Bronze            |
| --------------------- | ------------------- | ---------------- | ----------------- |
| Big Air               | Kristina Holzfeind  | Sam van Lieshout | Selin Lakatha     |
| Slopestyle            | Vanessa Volopichová | Yuna Scheidegger | Soha Janett       |
| Parallel-Riesenslalom | Mathilda Scheid     | Adéla Keclíková  | Marie Gams        |
| Snowboardcross        | Felice Leicht       | Léa Casta        | Karolina Šperlová |

#### Mixed
| Disziplin             | Gold                                        | Silber                                      | Bronze                                     |
| --------------------- | ------------------------------------------- | ------------------------------------------- | ------------------------------------------ |
| Parallel-Riesenslalom | Tschechien 1Kryštof Minárik Adéla Keclíková | Bulgarien 1Terwel Samfirow Andrea Kozinowa  | Deutschland 1Benedikt Riel Mathilda Scheid |
| Snowboardcross        | Frankreich 2Léa Casta Eliott Leicht         | Italien 1Allyson Natalia Dono Tommaso Costa | Frankreich 1Felice Leicht Achille Leleu    |

Biathlon |
Curling |
Eishockey |
Eiskunstlauf |
Freestyle-Skiing |
Nordische Kombination |
Shorttrack |
Ski Alpin |
Skibergsteigen |
Skilanglauf |
Skispringen |
Snowboard